# Mammillaria aureilanata
Mammillaria aureilanata ist eine Pflanzenart aus der Gattung der Mammillaria in der Familie der Kakteengewächse (Cactaceae). Das Artepitheton  aureilanata  bedeutet ‚gelbwollig‘.

## Beschreibung
Mammillaria aureilanata wächst einzeln mit an der Basis knolligen, niedergedrückt kugelförmigen, glänzend dunkelgrünen Trieben, die Wuchshöhen von bis 7,5 Zentimetern erreichen. Die zylindrischen Warzen stehen weit voneinander entfernt. Sie enthalten keinen Milchsaft. Die Axillen sind kahl. Ein Mitteldorn fehlt. Die 25 bis 30 borstenartigen Randdornen sind durchscheinend weiß bis gelblich.
Die glockenförmig weißen bis hell rosafarbenen Blüten sind 1,5 bis 3 Zentimeter lang und erreichen ebensolche Durchmesser. Die keulenförmigen Früchte sind mehr oder weniger rosaweiß und enthalten schwarze Samen.

## Verbreitung, Systematik und Gefährdung
Mammillaria aureilanata ist im mexikanischen Bundesstaat San Luis Potosí verbreitet.
Die Erstbeschreibung als Mammillaria cephalophora erfolgte 1914 durch Leopold Quehl. Er übersah dabei jedoch, dass mit Mammillaria cephalophora Salm-Dyck (1844) dieser Name bereits vergeben war. Curt Backeberg vergab 1938 daher den Ersatznamen Mammillaria aureilanata. Nomenklatorische Synonyme sind Ebnerella aureilanata (Backeb.) Buxb. (1951), Chilita aureilanata (Backeb.) Buxb. (1954), Neomammillaria aureilanata (Backeb.) Y.Itô (1981) und Escobariopsis aureilanata (Backeb.) Doweld (2000).
Mammillaria aureilanata wurde in der Roten Liste gefährdeter Arten der IUCN von 2002 als „Vulnerable (VU)“, d. h. gefährdet, eingestuft. Im Jahr 2013 wird sie als „Endangered (EN)“, d. h. als stark gefährdet geführt.

## Nachweise